# Riri (Reissverschlussproduzent)

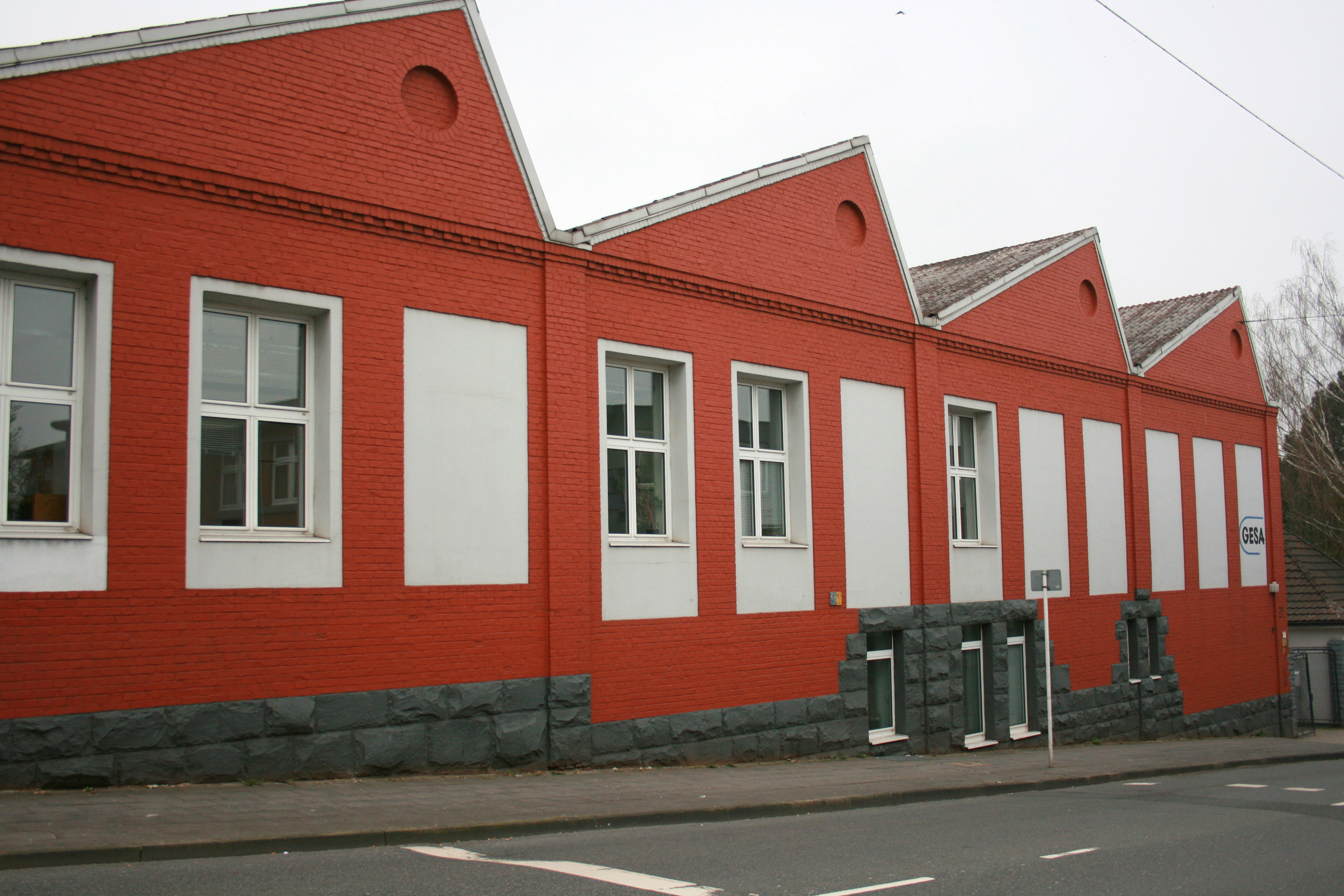
Ehemaliges Produktionsgebäude in Wuppertal

Aktie über 20000 RM der Ri-Ri-Werk Reissverschluss-AG

Riri ist ein Schweizer Reissverschlussproduzent mit Geschäftssitz in Mendrisio, Kanton Tessin. Riri wurde 1924 in einer alten Spinnerei in Halle an der Saale von Martin Othmar Winterhalter gegründet.

## Geschichte
Der gebürtige Ostschweizer Martin Othmar Winterhalter kaufte am 12. Juni 1923 das US-Patent des US-Schweden Gideon Sundbäck für 100'000 Franken ab. Das Produkt war aber noch nicht genügend ausgereift, um es seriell herzustellen. Winterhalters grosse Pionierarbeit bestand darin, auf Basis des Patents Verschlusstypen zu konstruieren, welche sich seriell herstellen lassen. Ebenso entwickelte und baute er die Maschinen zu deren Fabrikation. Er nannte seine Reissverschlüsse ri-ri. Riri leitet sich von den Wörtern Rille und Rippe ab.
1924 zog das Unternehmen nach Halle an der Saale und anschliessend 1927 nach Barmen, einem traditionsreichen Standort für Bänder, später ein Stadtteil von Wuppertal. Die maschinelle Produktion wurde patentiert. Anfang 1925 wurden am Fliessband täglich 500 Meter Reissverschluss von 100 Arbeitern produziert; Ende des Jahres produzierten bereits 1000 Mitarbeiter 10'000 Meter Reissverschluss pro Tag. 1929 gelang der finanzielle Durchbruch mit einem revolutionären Spritzgussverfahren. In den 1930er-Jahren wurden bis zu 1200 Mitarbeiter beschäftigt.
Zu Beginn des Zweiten Weltkriegs griff Deutschland in das Alltags- und Wirtschaftsleben ein. 1936 stand den Wuppertaler Werken die staatliche Bevormundung bevor. Winterhalter sah sich nach alternativen Orten in der Schweiz um und verlegte den Sitz nach Mendrisio. Er gründet die Riri-Werke. Gleichzeitig kurbelte die Kriegsindustrie die Produktion enorm an. Winterhalters Vermögen wurde zu diesem Zeitpunkt auf 30 Millionen Franken geschätzt. Nach dem Krieg wurde Rationalisierung zum alles beherrschenden Schlagwort. Zunehmend wurden alle Metall-Reissverschlüsse im Draht auf Bandverfahren hergestellt. Hierzu werden in einem einzigen Fertigungsschnitt aus einem Draht die Krampen ausgestanzt und zugleich auf das Stoffband gepresst.
1948 verfielen die Patente. Weltweit drohte billige Konkurrenz. Entscheidende Innovation fehlten jetzt. Winterhalter verlor in den folgenden Jahren einen grossen Teil seines Vermögens bei Reisen und Investitionen und stand zeitweise unter Vormundschaft.
Ab 2001 entwickelte das Unternehmen immer mehr High-Tech-Produkte im technischen Bekleidungs- und Ausrüstungsmarkt. 2003 sponserte Riri die Alinghi, die im Finale um den America’s Cup segelte und diesen gewann. 2007 schloss sich die Riri-Gruppe mit Meras SpA und Cobrax SpA zusammen und wurde zum führenden Hersteller von Reissverschlüssen, Druckknöpfen, Nieten und Jeansknöpfen. 2008 wurde Riri von Sofipa (Unicredit) gekauft. Seit 2014 gehört es zum niederländischen Fonds Gilde Buy Out Partners, wobei das Management des Unternehmens ebenfalls Anteile hält. 2022 wurde bekannt, dass Riri von OC Oerlikon übernommen wird.